# Liste der Nummer-eins-Hits in Italien (1970)
Diese Liste der Nummer-eins-Hits basiert auf den Charts des italienischen Musikmagazins Musica e dischi im Jahr 1970. Es gab in diesem Jahr 13 Nummer-eins-Singles und sechs Nummer-eins-Alben.

## Singles
| ← 1969 ← | Liste der Nummer-eins-Hits in Italien (M&D) | Liste der Nummer-eins-Hits in Italien (M&D) | Liste der Nummer-eins-Hits in Italien (M&D)                                                     | 1971 → |
| \| Zeitraum \| Wo. ges. \| Interpret \| Titel Autor(en) \| Zusätzliche Informationen \| \| (Zeitraum, Wochen auf Platz eins, Interpret, Titel, Autor[en], zusätzliche Informationen) \| \| \| \| \| \| ----------------------------------------------------------------------------------------- \| -------- \| ----------------- \| ----------------------------------------------------------------------------------------------- \| ------------------------------------------------------------------------------------------------------------------------------------------------------------------- \| \| 1.–2. Woche 2 Wochen \| 2 \| Lucio Battisti \| Mi ritorni in mente Lucio Battisti, Mogol \| – \| \| 3.–7. Woche 5 Wochen \| 5 \| Gianni Morandi \| Ma chi se ne importa Claudio Mattone, Franco Migliacci \| Mit diesem Lied gewann Morandi den Wettbewerb Canzonissima 1969. \| \| 8.–9. Woche 2 Wochen \| 2 \| Shocking Blue \| Venus Robbie van Leeuwen \| – \| \| 10.–11. Woche 2 Wochen \| 2 \| Adriano Celentano \| Chi non lavora non fa l’amore Luciano Beretta, Miki Del Prete, Adriano Celentano, Nando De Luca \| Nach dem Sieg beim Sanremo-Festival 1970, wo er das Lied zusammen mit seiner Frau Claudia Mori gesungen hatte, gelang Celentano der Einstieg direkt auf Platz eins. \| \| 12.–19. Woche 8 Wochen \| 8 \| Nicola Di Bari \| La prima cosa bella Mogol, Nicola Di Bari \| Das Lied, von Di Bari zusammen mit Ricchi e Poveri präsentiert, landete beim Sanremo-Festival auf dem zweiten Platz. \| \| 20.–21. Woche 2 Wochen \| 2 \| Beatles \| Let It Be Lennon/McCartney \| – \| \| 22.–25. Woche 4 Wochen \| 4 \| Aphrodite’s Child \| It’s Five o’Clock Vangelis, Richard Francis \| – \| \| 26.–29. Woche 4 Wochen \| 4 \| Renato \| Lady Barbara Totò Savio, Giancarlo Bigazzi \| Mit dem Titelsong der gleichnamigen italienischen Filmkomödie, in dem er gleichzeitig Hauptdarsteller war, gewann Renato den Wettbewerb Un disco per l’estate 1970. \| \| 30.–38. Woche 9 Wochen \| 9 \| Domenico Modugno \| La lontananza Domenico Modugno, Enrica Bonaccorti \| Nach der Teilnahme am Wettbewerb Cantagiro 1910 gelang Modugno ein Nummer-eins-Hit. \| \| 39.–45. Woche 7 Wochen \| 7 \| Mungo Jerry \| In the Summertime Ray Dorset \| – \| \| 46.–47. Woche 2 Wochen \| 2 \| Aphrodite’s Child \| Spring, Summer, Winter and Fall Vangelis, Richard Francis \| – \| \| 48. Woche 1 Woche \| 1 \| Ornella Vanoni \| L’appuntamento Roberto Carlos, Erasmo Carlos, Bruno Lauzi \| Die italienische Version des brasilianischen Liedes Sentado à Beira do Caminho war die Schlussmelodie der Radiosendung Gran varietà auf Rai Radio 2. \| \| 49. Woche 1970 – 2. Woche 1971 6 Wochen (insgesamt 6) \| 6 \| Lucio Battisti \| Anna Lucio Battisti, Mogol \| – \| |                                             |                                             |                                                                                                 | |
| ← 1969 |                                             |                                             |                                                                                                 | → 1971 → |
| Zeitraum | Wo. ges.                                    | Interpret                                   | Titel Autor(en)                                                                                 | Zusätzliche Informationen |
| (Zeitraum, Wochen auf Platz eins, Interpret, Titel, Autor[en], zusätzliche Informationen) |                                             |                                             |                                                                                                 | |
| 1.–2. Woche 2 Wochen | 2                                           | Lucio Battisti                              | Mi ritorni in mente Lucio Battisti, Mogol                                                       | – |
| 3.–7. Woche 5 Wochen | 5                                           | Gianni Morandi                              | Ma chi se ne importa Claudio Mattone, Franco Migliacci                                          | Mit diesem Lied gewann Morandi den Wettbewerb Canzonissima 1969. |
| 8.–9. Woche 2 Wochen | 2                                           | Shocking Blue                               | Venus Robbie van Leeuwen                                                                        | – |
| 10.–11. Woche 2 Wochen | 2                                           | Adriano Celentano                           | Chi non lavora non fa l’amore Luciano Beretta, Miki Del Prete, Adriano Celentano, Nando De Luca | Nach dem Sieg beim Sanremo-Festival 1970, wo er das Lied zusammen mit seiner Frau Claudia Mori gesungen hatte, gelang Celentano der Einstieg direkt auf Platz eins. |
| 12.–19. Woche 8 Wochen | 8                                           | Nicola Di Bari                              | La prima cosa bella Mogol, Nicola Di Bari                                                       | Das Lied, von Di Bari zusammen mit Ricchi e Poveri präsentiert, landete beim Sanremo-Festival auf dem zweiten Platz.                                                |
| 20.–21. Woche 2 Wochen | 2                                           | Beatles                                     | Let It Be Lennon/McCartney                                                                      | – |
| 22.–25. Woche 4 Wochen | 4                                           | Aphrodite’s Child                           | It’s Five o’Clock Vangelis, Richard Francis                                                     | – |
| 26.–29. Woche 4 Wochen | 4                                           | Renato                                      | Lady Barbara Totò Savio, Giancarlo Bigazzi                                                      | Mit dem Titelsong der gleichnamigen italienischen Filmkomödie, in dem er gleichzeitig Hauptdarsteller war, gewann Renato den Wettbewerb Un disco per l’estate 1970. |
| 30.–38. Woche 9 Wochen | 9                                           | Domenico Modugno                            | La lontananza Domenico Modugno, Enrica Bonaccorti                                               | Nach der Teilnahme am Wettbewerb Cantagiro 1910 gelang Modugno ein Nummer-eins-Hit.                                                                                 |
| 39.–45. Woche 7 Wochen | 7                                           | Mungo Jerry                                 | In the Summertime Ray Dorset                                                                    | – |
| 46.–47. Woche 2 Wochen | 2                                           | Aphrodite’s Child                           | Spring, Summer, Winter and Fall Vangelis, Richard Francis                                       | – |
| 48. Woche 1 Woche | 1                                           | Ornella Vanoni                              | L’appuntamento Roberto Carlos, Erasmo Carlos, Bruno Lauzi                                       | Die italienische Version des brasilianischen Liedes Sentado à Beira do Caminho war die Schlussmelodie der Radiosendung Gran varietà auf Rai Radio 2.                |
| 49. Woche 1970 – 2. Woche 1971 6 Wochen (insgesamt 6) | 6                                           | Lucio Battisti                              | Anna Lucio Battisti, Mogol                                                                      | – |

## Alben
Die wöchentlichen M&D-Albumcharts setzen erst ab Mai 1970 (Woche 18) ein, der Zeitraum bis April wird noch durch die monatsbezogenen Listen abgedeckt.

| ← 1969 ← | Liste der Nummer-eins-Alben in Italien (M&D) | Liste der Nummer-eins-Alben in Italien (M&D) | Liste der Nummer-eins-Alben in Italien (M&D)    | 1971 →                    |
| \| Zeitraum \| Wo. ges. \| Interpret \| Titel \| Zusätzliche Informationen \| \| (Zeitraum, Wochen auf Platz eins, Interpret, Titel, zusätzliche Informationen) \| \| \| \| \| \| ------------------------------------------------------------------------------ \| -------- \| -------------- \| ----------------------------------------------- \| ------------------------- \| \| Dezember 1969 – Januar 1970 2 Monate (insgesamt 9) \| 9 \| Beatles \| Abbey Road \| – \| \| Februar 1970 1 Monat (insgesamt 22) \| 22 \| Mina \| …Bugiardo più che mai… più incosciente che mai… \| – \| \| März 1970 1 Monat (insgesamt 4) \| 4 \| Gianni Morandi \| Gianni 6 \| – \| \| April 1970 1 Monat (insgesamt 22) \| 22 \| Mina \| …Bugiardo più che mai… più incosciente che mai… \| – \| \| 18.–22. Woche 5 Wochen (insgesamt 22) \| 22 \| Mina \| …Bugiardo più che mai… più incosciente che mai… \| – \| \| 23.–32. Woche 10 Wochen \| 10 \| Beatles \| Let It Be \| – \| \| 33.–41. Woche 9 Wochen (insgesamt 22) \| 22 \| Mina \| …Bugiardo più che mai… più incosciente che mai… \| – \| \| 42.–50. Woche 9 Wochen \| 9 \| Led Zeppelin \| Led Zeppelin III \| – \| \| 51. Woche 1970 – 2. Woche 1971 4 Wochen (insgesamt 4) \| 4 \| Lucio Battisti \| Emozioni \| – \| |                                              |                                              |                                                 |                           |
| ← 1969 |                                              |                                              |                                                 | → 1971 →                  |
| Zeitraum | Wo. ges.                                     | Interpret                                    | Titel                                           | Zusätzliche Informationen |
| (Zeitraum, Wochen auf Platz eins, Interpret, Titel, zusätzliche Informationen) |                                              |                                              |                                                 |                           |
| Dezember 1969 – Januar 1970 2 Monate (insgesamt 9) | 9                                            | Beatles                                      | Abbey Road                                      | –                         |
| Februar 1970 1 Monat (insgesamt 22) | 22                                           | Mina                                         | …Bugiardo più che mai… più incosciente che mai… | –                         |
| März 1970 1 Monat (insgesamt 4) | 4                                            | Gianni Morandi                               | Gianni 6                                        | –                         |
| April 1970 1 Monat (insgesamt 22) | 22                                           | Mina                                         | …Bugiardo più che mai… più incosciente che mai… | –                         |
| 18.–22. Woche 5 Wochen (insgesamt 22) | 22                                           | Mina                                         | …Bugiardo più che mai… più incosciente che mai… | –                         |
| 23.–32. Woche 10 Wochen | 10                                           | Beatles                                      | Let It Be                                       | –                         |
| 33.–41. Woche 9 Wochen (insgesamt 22) | 22                                           | Mina                                         | …Bugiardo più che mai… più incosciente che mai… | –                         |
| 42.–50. Woche 9 Wochen | 9                                            | Led Zeppelin                                 | Led Zeppelin III                                | –                         |
| 51. Woche 1970 – 2. Woche 1971 4 Wochen (insgesamt 4) | 4                                            | Lucio Battisti                               | Emozioni                                        | –                         |

## Jahreshitparaden
| ← 1969 ← | Liste der Jahres-Nummer-eins-Hits in Italien (M&D) | Liste der Jahres-Nummer-eins-Hits in Italien (M&D)   | Liste der Jahres-Nummer-eins-Hits in Italien (M&D) | 1971 →   |
| \| Singles \| Position# \| Alben \| \| ------------------------------------------------------------------ \| --------- \| ---------------------------------------------------- \| \| Insieme Mina Mogol, Lucio Battisti \| 1 \| …Bugiardo più che mai… più incosciente che mai… Mina \| \| La lontananza Domenico Modugno Domenico Modugno, Enrica Bonaccorti \| 2 \| Fabrizio De André vol. III Fabrizio De André \| \| Venus Shocking Blue Robbie van Leeuwen \| 3 \| Led Zeppelin II Led Zeppelin \| \| In the Summertime Mungo Jerry Ray Dorset \| 4 \| Let It Be The Beatles \| \| Let It Be The Beatles Lennon/McCartney \| 5 \| Woodstock (Soundtrack) Verschiedene Interpreten \| \| Fiori rosa fiori di pesco Lucio Battisti Mogol, Lucio Battisti \| 6 \| Ai miei amici cantautori n. 2 Ornella Vanoni \| \| La prima cosa bella Nicola Di Bari Mogol, Nicola Di Bari \| 7 \| Gianni 6 Gianni Morandi \| \| It’s Five o’Clock Aphrodite’s Child Vangelis, Richard Francis \| 8 \| Bridge Over Troubled Water Simon & Garfunkel \| \| Sympathy Rare Bird \| 9 \| Abbey Road The Beatles \| \| Eternità Camaleonti Giancarlo Bigazzi, Claudio Cavallaro \| 10 \| Easy Rider (Soundtrack) Verschiedene Interpreten \| |                                                    |                                                      |                                                    |          |
| ← 1969 |                                                    |                                                      |                                                    | → 1971 → |
| Singles | Position#                                          | Alben                                                |                                                    |          |
| Insieme Mina Mogol, Lucio Battisti | 1                                                  | …Bugiardo più che mai… più incosciente che mai… Mina |                                                    |          |
| La lontananza Domenico Modugno Domenico Modugno, Enrica Bonaccorti | 2                                                  | Fabrizio De André vol. III Fabrizio De André         |                                                    |          |
| Venus Shocking Blue Robbie van Leeuwen | 3                                                  | Led Zeppelin II Led Zeppelin                         |                                                    |          |
| In the Summertime Mungo Jerry Ray Dorset | 4                                                  | Let It Be The Beatles                                |                                                    |          |
| Let It Be The Beatles Lennon/McCartney | 5                                                  | Woodstock (Soundtrack) Verschiedene Interpreten      |                                                    |          |
| Fiori rosa fiori di pesco Lucio Battisti Mogol, Lucio Battisti | 6                                                  | Ai miei amici cantautori n. 2 Ornella Vanoni         |                                                    |          |
| La prima cosa bella Nicola Di Bari Mogol, Nicola Di Bari | 7                                                  | Gianni 6 Gianni Morandi                              |                                                    |          |
| It’s Five o’Clock Aphrodite’s Child Vangelis, Richard Francis | 8                                                  | Bridge Over Troubled Water Simon & Garfunkel         |                                                    |          |
| Sympathy Rare Bird | 9                                                  | Abbey Road The Beatles                               |                                                    |          |
| Eternità Camaleonti Giancarlo Bigazzi, Claudio Cavallaro | 10                                                 | Easy Rider (Soundtrack) Verschiedene Interpreten     |                                                    |          |